# Movimento dervixe somali
O movimento dervixe somali (somali:  Halgankii Daraawiishta) foi uma resistência armada às potências coloniais - particularmente os britânicos - no Chifre da África, entre 1899 e 1920. Foi liderado pelo poeta muçulmano sufi Salihiyya e líder militante Diiriye Guure e  Mohammed Abdullah Hassan, também conhecido como Sayyid Mohamed, que visava a eliminação do estado colonial e dos infiéis estrangeiros, a derrota das forças etíopes que apoiavam as potências coloniais e a criação de um Estado muçulmano. Hassan estabeleceu um conselho governante chamado Khususi, composto de líderes de clãs islâmicos e anciãos, acrescentou um assessor do Império Otomano chamado Muhammad Ali e, assim, criou um movimento de libertação nacionalista multi-clânico no que mais tarde viria a ser a Somália.
O movimento dervixe atraiu entre 5.000 e 6.000 jovens de diferentes clãs entre 1899 e 1900, adquiriu armas de fogo e depois atacou o exército etíope na região de Jigjiga. O exército etíope recuou dando aos dervixes seu primeiro sucesso. O movimento dos dervixes declarou a administração colonial britânica como sua inimiga. Para acabar com o movimento, os britânicos adotaram uma estratégia de dividir para conquistar e procuraram os clãs rivais como parceiros de coalizão contra o movimento dervixe. Os britânicos abasteceram esses clãs com armas de fogo e suprimentos, provocando uma guerra entre clãs. Os britânicos também lançaram ataques punitivos entre 1900 e 1904 para erradicar o exército dos dervixes. O movimento dervixe sofreu perdas no campo, reagrupou-se em unidades menores e recorreu à guerra de guerrilha militante. Hasan e seus partidários se mudaram para a Somalilândia controlada pela Itália em 1905, onde Hasan assinou o Tratado Illig e depois fortaleceu seu movimento. Em 1908, os dervixes entraram novamente na região britânica e começaram a infligir grandes perdas às potências coloniais nas regiões do interior do Chifre da África. Os britânicos recuaram para as regiões costeiras, deixando as regiões do interior para a caótica guerra de clãs. A Primeira Guerra Mundial deslocou a atenção das forças coloniais para outros lugares e, em seu final, em 1920, os britânicos lançaram um massivo ataque terrestre, aéreo e marítimo aos redutos  dos dervixes em Taleh. Isso dizimou os dervixes, embora seu líder Mohammed Abdullah Hassan tenha sobrevivido ao ataque britânico. Sua morte em 1921 devido a malária ou gripe findou com o movimento dervixe.
O movimento dervixe criou temporariamente um "proto-Estado" móvel somali no início do século XX, com fronteiras fluidas e população flutuante.  Foi um dos mais sangrentos e longos movimentos militantes na África subsaariana durante a era colonial, daqueles que coincidiram com a Primeira Guerra Mundial. As batalhas entre vários lados – particularmente entre os dervixes e os britânicos e entre os clãs – ao longo de mais de duas décadas mataram quase um terço da população do norte da Somália e violaram a economia local. Estudiosos interpretam variadamente o surgimento e o desaparecimento do movimento militante dervixe na Somália. Alguns consideram a ideologia "islâmica sufista" como condutora; outros consideram a crise econômica desencadeada ao estilo de vida nômade pela ocupação e a ideologia da "predação colonial" como o gatilho do movimento dervixe; enquanto os pós-modernistas afirmam que tanto a religião quanto o nacionalismo criaram a ideologia do movimento dervixe.